# Alexander Jakesch

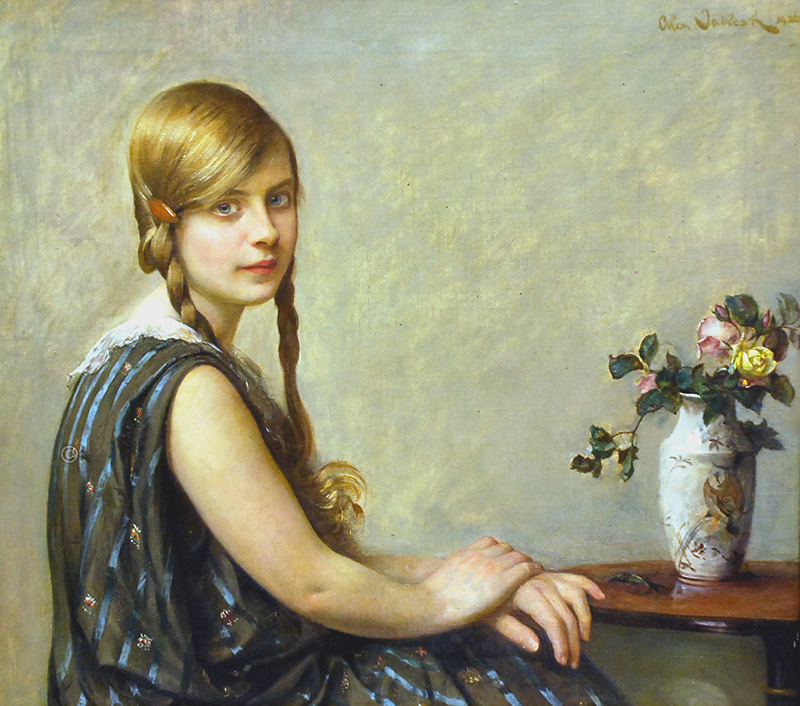
Sitzendes Mädchen

Alexander Jakesch (* 9. Juni 1862 in Prag; † 6. Februar 1934 ebenda) war ein tschechischer Maler und Bildhauer, älterer Bruder des Malers Heinrich Jakesch (1867–1909).
Alexander Jakesch studierte von 1878 bis 1880 an der Akademie der Bildenden Künste Prag und seit dem 18. Oktober 1881 bis 1886 an der Königlichen Akademie der Künste in München, dann wieder in Prag, wo er als freischaffender Künstler tätig wurde.
1892 wurde er mit dem Rom-Preis ausgezeichnet und bereiste 1893 und 1894 mit seinem Bruder Heinrich Jakesch Italien. Während des Aufenthaltes schuf er Genre- und Landschaftsbilder.
Nach der Rückkehr malte er großformatige Ansichten aus Prag und anderen Städten Böhmens und Mährens. Neben der Malerei beschäftigte er sich mit Radierung und Bildhauerei, schuf u. a. das Grabdenkmal seines früh verstorbenen Bruders Heinrich.
Im Zeitraum von 1903 bis 1924 war Jakesch an der Kunstgewerbeschule in Prag tätig.